# 旗艦任務
旗艦任務（Flagship Program）是NASA的一系列太陽系探索項目。它是最大型和最昂貴的一系列探測器，造價比中等造價的新疆界計畫和最低造價的發現項目更昂貴。
NASA指出，一顆旗艦任務的探測器造價介於23~30億美元間，並以高優先級的探測天體為目標。

## 任務
在2020年代將會發射兩個探索行星的旗艦任務探測器：火星2020和歐羅巴快船
| 任務名稱                         | 開始時間 | 結束時間     | 任務目標                                                                                          |
| 行星科學                         | 行星科學 | 行星科學     | 行星科學                                                                                          |
| -------------------------------- | -------- | ------------ | ------------------------------------------------------------------------------------------------- |
| 維京號 /維京1號與維京2號         | 1975     | 1982         | 拍攝火星表面的高解析度圖像、分析大氣組成並尋找火星上生命的證據                                    |
| 航海家計畫 /航海家1號與航海家2號 | 1977     | 進行中       | 探測木星、土星、天王星、海王星和星際空間，獲得關於氣態巨行星的資料                                |
| 伽利略號                         | 1989     | 2003         | 探測木星系統                                                                                      |
| 卡西尼-惠更斯號                  | 1997     | 2017         | 探測土星、土星環並登陸其衛星–泰坦                                                                 |
| 火星科學實驗室/好奇號            | 2011     | 進行中       | 調查火星以前或現在維持生命的可能性，並評估火星長期演化的過程                                      |
| 火星2020/毅力號 和 機智號        | 2020     | 進行中       | 毅力號：確定火星上是否曾經存在生命並採集岩石與土壤樣本 機智號：在火星稀薄的大氣層中證明飛行可行性 |
| 歐羅巴快船                       | 2024     | 進行中       | 確認木衛二冰層內或冰層下水是否存在                                                                |
| NASA-ESA火星样本取回任务         | 2028–30  | 開發與製作中 | 收集火星岩石和土壤样本，并将它们送回地球                                                          |
| 天王星轨道器与探测器             | 2032     | 開發與製作中 | 进行对天王星的研究                                                                                |
| 土卫二轨道着陆器                 | 2038     | 開發與製作中 | 勘探木卫二，搜寻潜在的生命迹象证据                                                                |
| 天體物理學                       |          |              |                                                                                                   |
| 康普頓伽瑪射線天文台             | 1991     | 2000         | 觀察γ射線的太空望遠鏡                                                                             |
| 哈勃太空望遠鏡                   | 1990     | 進行中       | 觀察可見光和近紫外線的太空望遠鏡                                                                  |
| 錢德拉X射線天文台                | 1999     | 進行中       | 觀察X射線的太空望遠鏡                                                                             |
| 詹姆斯·韋伯太空望遠鏡            | 2021     | 进行中       | 調查大爆炸理論的殘餘紅外線證據（宇宙微波背景輻射），今日可見宇宙的初期狀態                        |
| 羅曼太空望遠鏡                   | 2027     | 開發與製作中 | 完成系外行星調查以幫助回答有關宇宙中潛在生命的問題                                                |
| 宜居世界天文台                   | 2040     | 開發與製作中 | 提供紫外线、可见光及红外线的科学观测，对宜居系外行星进行直接成像                                  |
| 太陽物理學                       |          |              |                                                                                                   |
| 太陽動力學天文台                 | 2010     | 進行中       | 了解太陽對地球和近地空間的影響                                                                    |
| 范艾倫探測器                     | 2012     | 2019         | 探測范艾倫輻射帶                                                                                  |
| 磁層多尺度任務(MMS)              | 2015     | 進行中       | 收集有關磁重聯、高能粒子加速和亂流的微觀物理學信息。                                              |
| 派克太陽探測器                   | 2018     | 進行中       | 確定太陽風源頭的太陽磁場的動力學和結構                                                            |
| 地球科學                         |          |              |                                                                                                   |
| Terra                            | 1999     | 進行中       | 長期觀測地球生物圈，大氣和海洋                                                                    |
| Aqua                             | 2002     | 進行中       | 長期觀測地球生物圈，大氣和海洋                                                                    |
| ICESat                           | 2003     | 2010         | 長期觀測地球生物圈，大氣和海洋                                                                    |
| Aura                             | 2004     | 進行中       | 長期觀測地球生物圈，大氣和海洋                                                                    |
| 聯合極地衛星系統 (JPSS)          | 2011     | 進行中       | 提供用於天氣預報和氣候監測的全球環境科學數據                                                      |
| PACE                             | 2024     | 進行中       | 對全球海洋、生物地球化學以及碳循環、氣膠和雲的觀測                                                |

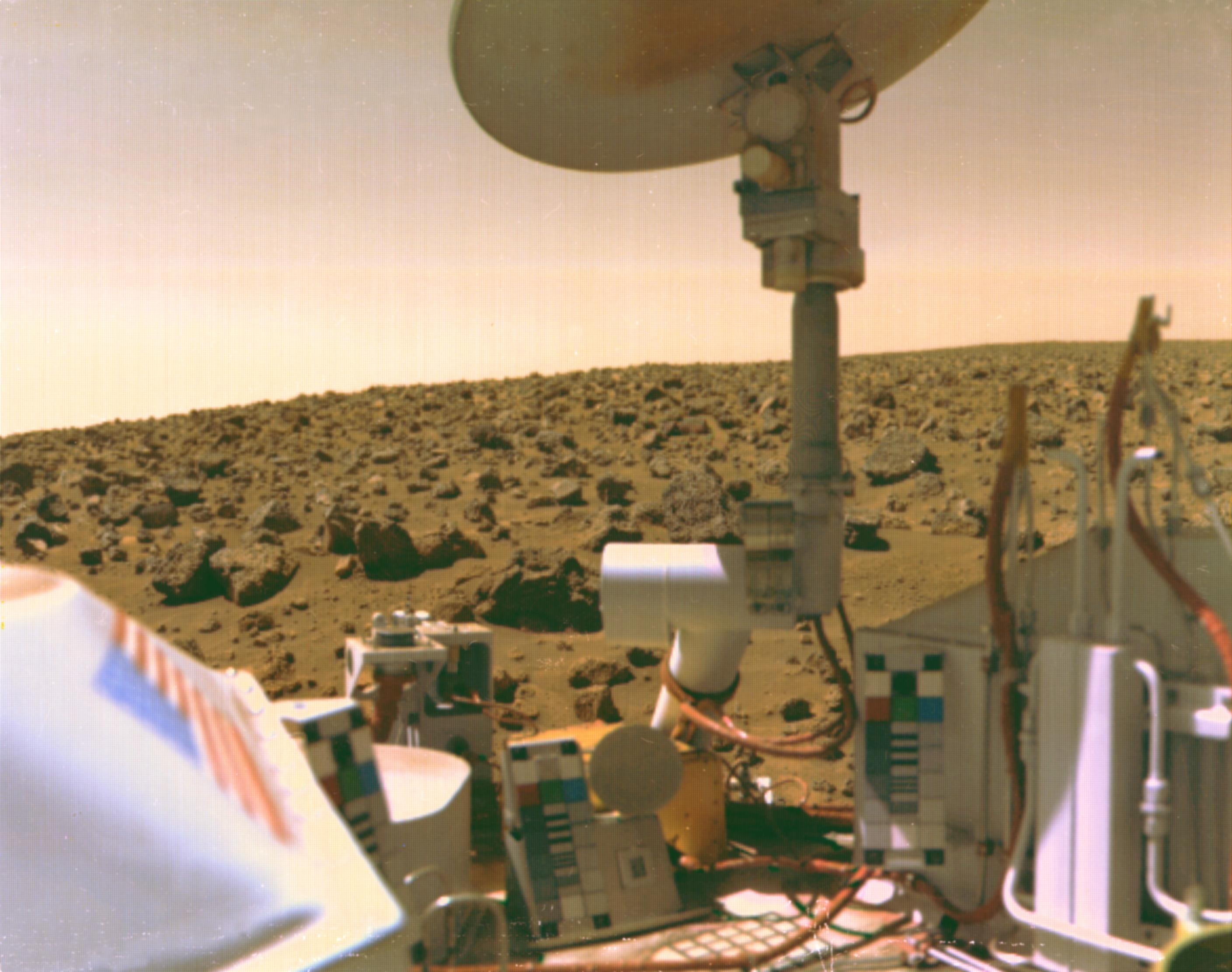
海盗2号着陆器拍摄的火星表面

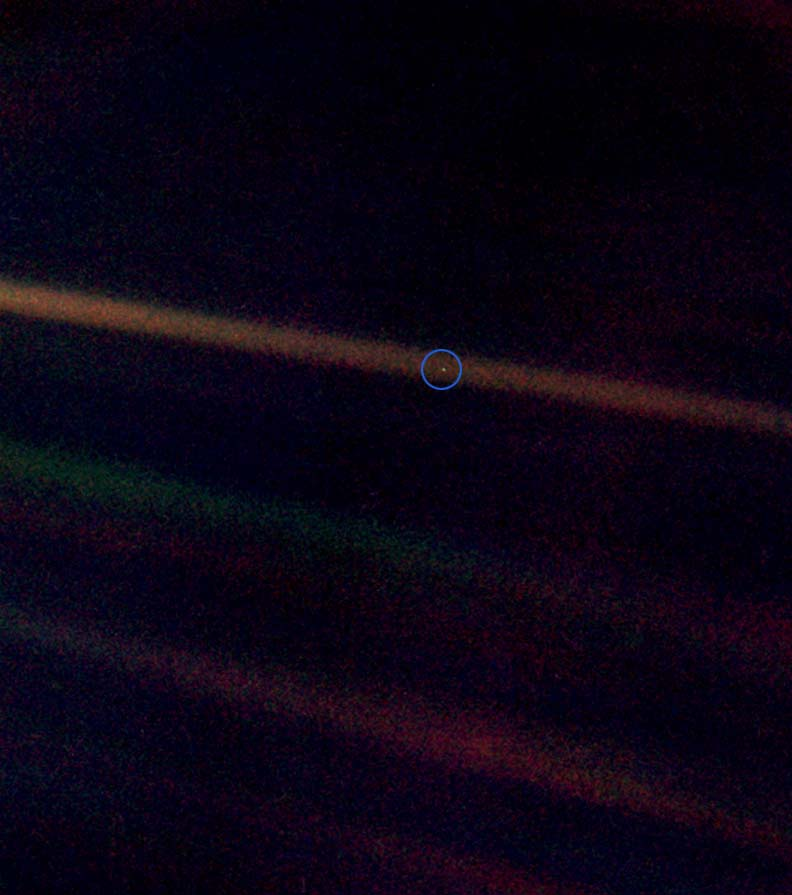
由航海家1號拍攝的著名地球照片-暗淡藍點（地球為圖中被人工加上的藍圈內小點）

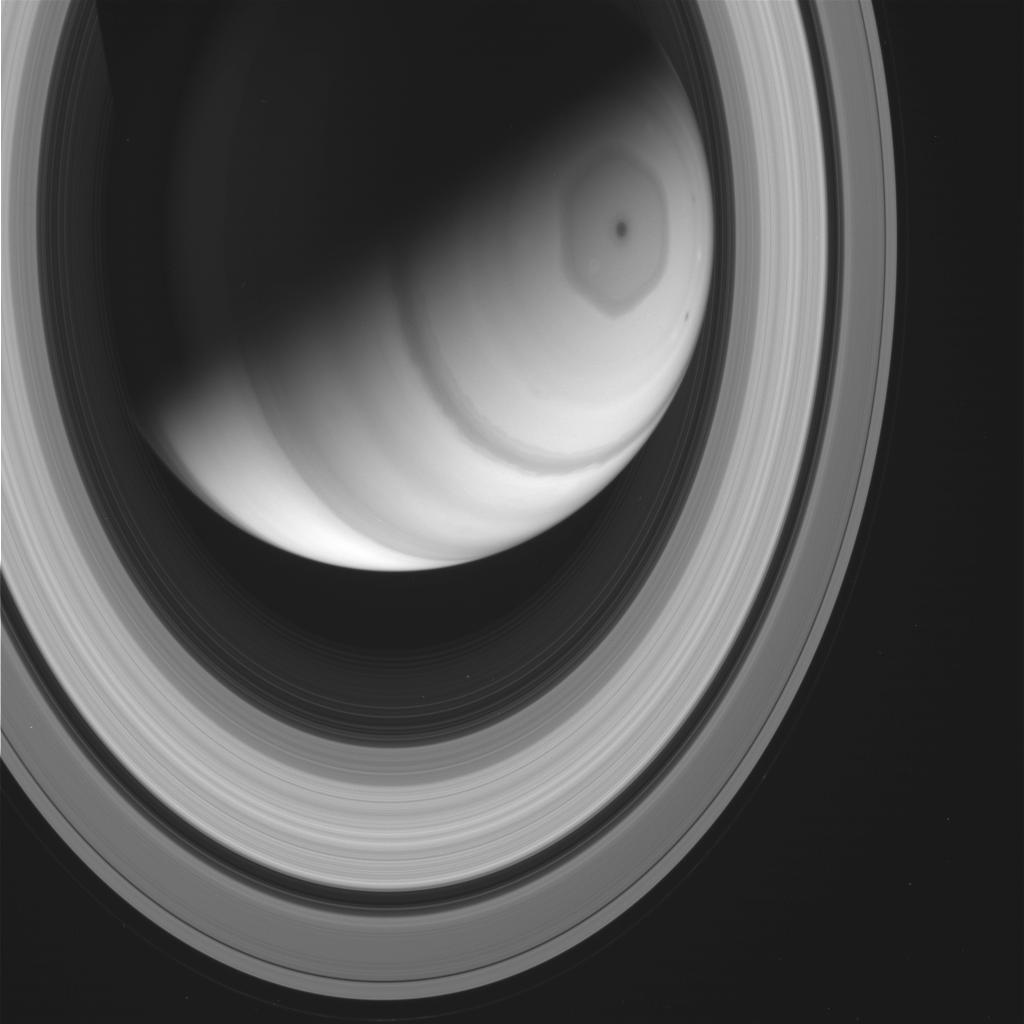
卡西尼号所见的土星

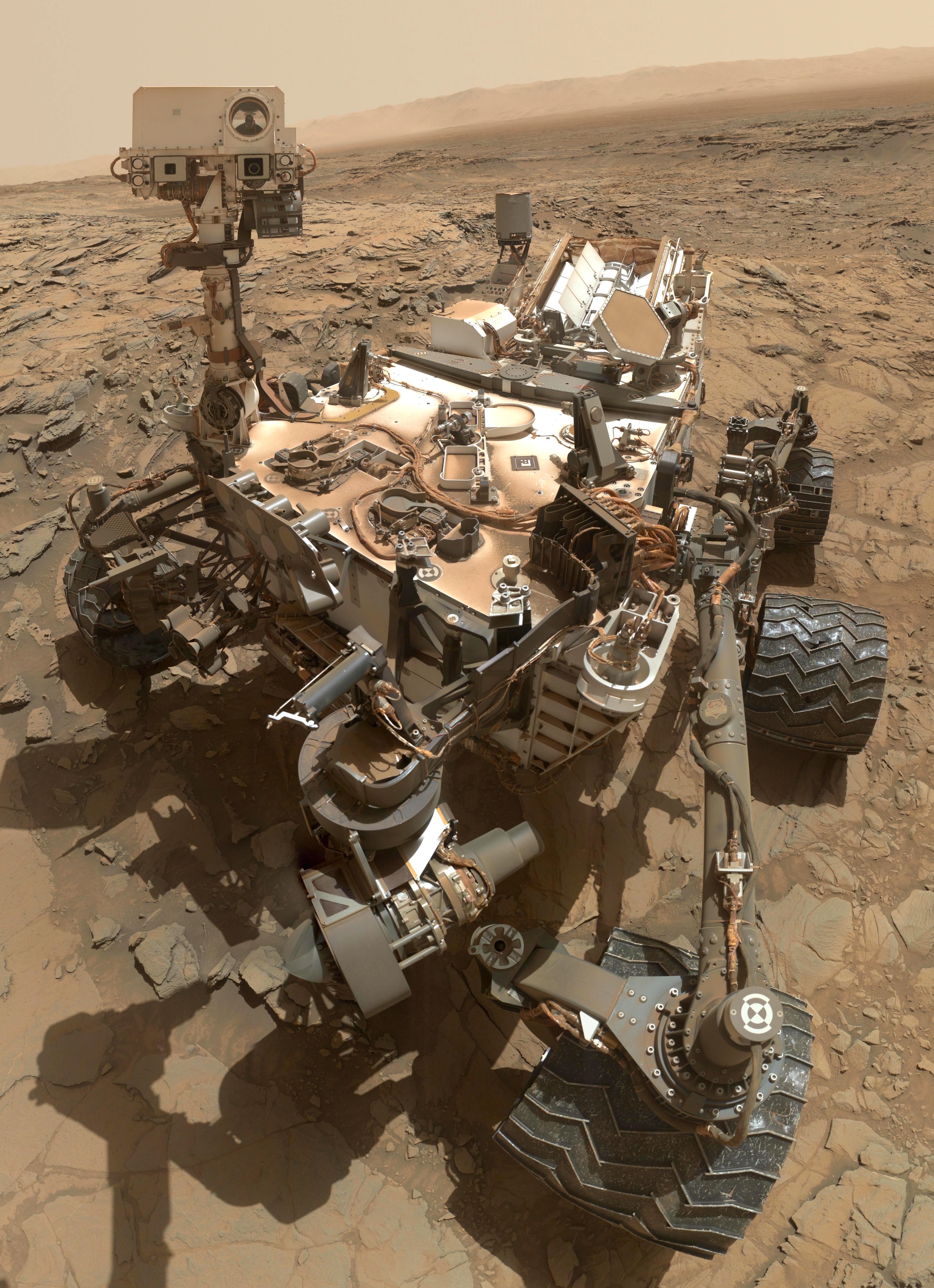
好奇號在火星夏普山山腳下的自拍，攝於2015年10月（拍攝照片的機械手臂已被隱藏）

在大型軌道天文台計劃的四個望遠鏡中，只有史匹哲太空望遠鏡不是旗艦任務。雖然最初的預算為20億美元，但史匹哲太空望遠鏡還是縮小到了7.2億美元的中等規模任務。